# Винтовъчен патрон 4,2 линии
Пушечен патрон калибър 4,2 линии (10,75×58 mm R) е разработен през 1868 г. от полковник А. П. Горлов и поручик К. И. Гуниус като боеприпас за пушката „Бердан“. Мярката линия е остаряла, равна е на 1/10 дюйм (инч), калибърът на патрона е 10,75 mm, теглото на проектила 24,16 g, начална скорост ~430 m/sec.
Използва се в пушкa Бердана № 1 oбр. 1868 г. и пушки и карабини Бердана номер 2, обр. 1870 г., както и от 1869 г. в 6-линейната пушка Krnka, преправена за него обр. 1867 г.

## История
Поръчката за производство на първата партида от 7,5 милиона патрона е подадена в САЩ в завода в Бриджпорт, а по-късно производството им е овладяно в Руската империя.

## Описание
Патронът 10,75×58 mm R (R=rimmed, с периферия) се състои от бутилковидна гилза с централен капсул, заряд от димен барут и оловен проектил (куршум), обвит в намаслена хартия с цел намаляване пооловяването на цевта и по-лесно чистене на нагара.

## Варианти
- патрон за пехотни пушки (куршум, увит в бяла хартия) - барут 1,19 золотника (5 грама),
- патрон за кавалерийски карабини (куршум, увит в розова хартия) - барут 1 золотник (4.265 g)

Касетите са опаковани в неоцветени картонени опаковки.